# Société suisse de radiodiffusion et télévision
Pour les articles homonymes, voir SRG (homonymie) et SSR (homonymie).
La Société suisse de radiodiffusion et télévision (SRG SSR, anciennement SRG SSR idée suisse jusqu'au 31 décembre 2010) est le groupe audiovisuel public de la Suisse.
Le groupe est membre de l'Union européenne de radio-télévision.

## Historique
La troisième radio publique d'Europe commence à émettre depuis Lausanne en 1922, dès le départ sur la base d'un système de redevance. 980 licences ont été achetées en 1923[pas clair]. En quelques années, des coopératives de radio fonctionnant selon les mêmes principes voient le jour dans tout le pays.
En 1930, il est décidé[Par qui ?] que la radio est un service public important qui ne devait pas devenir une source de revenus pour des intérêts privés, et qu'elle devait être structurée sur une base fédérale. En 1931, la SRG SSR est fondée (voir les noms originaux ci-dessus), en tant qu'organisation de coordination des associations régionales de radiodiffusion, et reçoit du Conseil fédéral la seule concession d'émission. La même année, il est convenu que tous les reportages sur ce nouveau média devaient être fournis par l'agence de presse suisse ATS, une décision qui reste inchangée jusqu'en 1971.
Le 24 septembre 2018, le Conseil d'administration de la SSR décide de transférer une partie de sa rédaction radio de Berne à Zurich et de réduire ses surfaces immobilières dans toutes les régions, dans le but de préserver la qualité journalistique au détriment de l'aspect immobilier.

### Logos

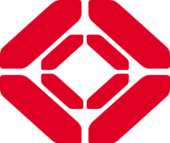
Logo du « boulon » de la SRG SSR du 7 janvier 1985 au 3 mars 1999
Logo de la SRG SSR idée suisse du 3 mars 1999 au 31 décembre 2010
Logo actuel de la SRG SSR depuis le 1er janvier 2011

## Organisation
L'entreprise SRG SSR est une entreprise de service public à but non lucratif qui s'inspire du droit des sociétés anonymes, mais qui est formellement une association (article 60 du Code civil suisse). Elle est organisée comme une holding nationale, dotée de quatre sociétés régionales, cinq unités d'entreprise, quatre unités d’organisation nationales et deux filiales et neuf sociétés en participation regroupant les activités qui contribuent au mandat de service public, sans y être directement liées.

### Sociétés régionales
- SRG.D (SRG Deutschschweiz)
- SSR.SR (SSR Suisse Romande)
- SSR.Corsi (Svizzera italiana Corsi)
- SRG.R (SRG SSR Svizra Rumantscha)

### Unités d'entreprise
L'organisation opérationnelle de la SRG SSR compte cinq unités d'entreprise (RTS, SRF, RSI, RTR, SWI) réparties dans les quatre régions linguistiques. Ce sont elles qui produisent et diffusent les programmes radio/TV et l'offre Internet SRG SSR. Ces cinq unités d'entreprise englobent sept chaînes de télévision et dix-sept stations de radio dans les quatre langues nationales suisses (allemand, français, italien, romanche). SRG SSR édite aussi Swissinfo/Radio Suisse Internationale qui s'adresse à un public suisse et étranger.
En novembre 2020, la SRG SSR a lancé la plateforme de streaming Play Suisse,,, en réunissant dans un seul endroit les films, séries et documentaires produits et coproduits par les différentes unités d’entreprise, avec sous-titrages et doublages dans les quatre langues nationales suisses.
| Logo | Nom de la chaîne      | Unité d'entreprise                           | Service         | Date de création |
| ---- | --------------------- | -------------------------------------------- | --------------- | ---------------- |
|      | Radio SRF 1           | Schweizer Radio und Fernsehen                | Radio           | 1931             |
|      | Radio SRF 2 Kultur    | Schweizer Radio und Fernsehen                | Radio           | 1956             |
|      | Radio SRF 3           | Schweizer Radio und Fernsehen                | Radio           | 1983             |
|      | Radio SRF 4 News      | Schweizer Radio und Fernsehen                | Radio           | 2007             |
|      | Radio SRF Virus       | Schweizer Radio und Fernsehen                | Radio           | 1999             |
|      | Radio SRF Musikwelle  | Schweizer Radio und Fernsehen                | Radio           | 1996             |
|      | SRF 1                 | Schweizer Radio und Fernsehen                | Télévision      | 1953             |
|      | SRF Zwei              | Schweizer Radio und Fernsehen                | Télévision      | 1997             |
|      | SRF Info              | Schweizer Radio und Fernsehen                | Télévision      | 1999             |
|      | RTS Première          | Radio télévision suisse                      | Radio           | 1922             |
|      | RTS Espace 2          | Radio télévision suisse                      | Radio           | 1956             |
|      | RTS Couleur 3         | Radio télévision suisse                      | Radio           | 1982             |
|      | RTS Option Musique    | Radio télévision suisse                      | Radio           | 1994             |
|      | RTS 1                 | Radio télévision suisse                      | Télévision      | 1954             |
|      | RTS 2                 | Radio télévision suisse                      | Télévision      | 1997             |
|      | RTS Info              | Radio télévision suisse                      | Télévision      | 2006             |
|      | RSI Rete Uno          | Radiotelevisione svizzera di lingua italiana | Radio           | 1933             |
|      | RSI Rete Due          | Radiotelevisione svizzera di lingua italiana | Radio           | 1985             |
|      | RSI Rete Tre          | Radiotelevisione svizzera di lingua italiana | Radio           | 1988             |
|      | RSI La 1              | Radiotelevisione svizzera di lingua italiana | Télévision      | 1958             |
|      | RSI La 2              | Radiotelevisione svizzera di lingua italiana | Télévision      | 1997             |
|      | Radio RTR             | Radiotelevisiun Svizra Rumantscha            | Radio           | 1925             |
|      | Televisiun Rumantscha | Radiotelevisiun Svizra Rumantscha            | Télévision      | 1963             |
|      | Play Suisse           | Toutes                                       | Vidéo on demand | 2020             |

- Schweizer Radio und Fernsehen (SRF) : radio et télévision de la Suisse alémanique.
- Radio télévision suisse (RTS) : radio et télévision de la Suisse romande.
- Radiotelevisione svizzera di lingua italiana (RSI) : radio et télévision de la Suisse italienne.
- Radiotelevisiun Svizra Rumantscha (RTR) : radio et télévision de la Suisse rhéto-romane.
- Swissinfo (SWI) : plateforme web d'information, ex-Radio Suisse Internationale.

L'activité radiophonique internationale de SRI (Radio Suisse Internationale) a pris fin en 2004, après 70 ans d'existence.
La SF, la TSR, la RSI (ex-TSI) et la TvR ont proposé du 3 décembre 2007 au 31 janvier 2012 une nouvelle chaîne en haute définition : HD suisse.

### Unités d’organisation nationales
Les domaines de gestion centralisés et les services centraux du groupe sont rassemblés au sein de la Direction générale. Le Secrétariat général, le Service de presse et les Affaires publiques font partie des services centraux. Les domaines de gestion Opérations (anciennement Media Services, MSC), Développement et Offre, Business Unit Sport, Finances et Ressources humaines sont directement subordonnés à la direction générale.

### Filiales
- Swiss TXT SA
- Telvetia SA

### Dirigeants
Les directeurs des unités d'entreprise forment, avec le directeur général et le directeur général adjoint, le Comité de direction de la SRG SSR.
Directeurs généraux
- Maurice Rambert : 1931-1936
- Alfred W. Glogg : 1936-1950
- Marcel Bezençon : 1950-1972
- Stelio Molo : 1972-1981
- Leo Schürmann : 1981-1987
- Antonio Riva : 1988-1996
- Armin Walpen : 1996-2011
- Roger de Weck : 2011-2017
- Gilles Marchand : 2017-2024
- Susanne Wille : 2024 (entrée en fonction au 1er novembre)

Directrice générale adjointe
- Nathalie Wappler, directrice de la Schweizer Radio und Fernsehen.

Membres du Comité de direction
- Gilles Marchand, directeur général de la SSR, ancien directeur de la Radio télévision suisse ;
- Mario Timbal, directeur de la Radiotelevisione svizzera di lingua italiana ;
- Pascal Crittin, directeur de la Radio télévision suisse ;
- Marco Derighetti, directeur des opérations ; Beat Grossenbacher, directeur des finances ;
- Nicolas Pernet, directeur de la Radiotelevisiun Svizra Rumantscha ;
- Nathalie Wappler, directrice de la Schweizer Radio und Fernsehen, directrice générale adjointe de la SSR ;
- Bakel Walden, directeur développement et offre.

Conseil d'administration de l'association
- Jean-Michel Cina
- Giovanna Masoni Brenni
- Vincent Augustin
- Ursula Gut-Winterberger
- Andreas Häuptli
- Hugues Hiltpold
- Alice Šáchová-Kleisli
- Sabine Süsstrunk[10]
- Hans-Ueli Vogt

### Capital
La SSR est financée à 79 % par la redevance média; elle est donc financièrement et politiquement indépendante.
Son chiffre d'affaires annuel s'élève à environ 1,55 milliard de francs. Ses recettes proviennent pour 79% de la redevance, pour 16% de la publicité et pour 5% d'autres revenus.
L'année 2009 a été bouclée, malgré les efforts engrangés par le conseil d'administration, sur un déficit de plus de 50 millions de francs suisses. Les projets de convergences, tels que la fusion en Radio télévision suisse (RTS) de la TSR et de la RSR, sont exemplaires des travaux entrepris par la SSR pour réduire les coûts de fonctionnement généraux[passage promotionnel].

### Siège
Son siège est à Berne.

### Productions et co-productions
Co-productions
- Zora la rousse (série télévisée)